# Elizabeth Clarke Wolstenholme Elmy
Elizabeth Clarke Wolstenholme Elmy (Manchester, 30 de novembro de 1834 — Reino Unido, 12 de março de 1918) foi uma feminista, sufragista, ensaísta e poetisa britânica.